# 古志高原スキー場
古志高原スキー場（こしこうげんスキーじょう）は、新潟県長岡市山古志地域にあるスキー場である。

## 沿革
1989年（平成元年）12月10日オープン。当初は第三セクター「古志高原リフト」による運営だったが、2001年度に同社は解散となり山古志村の教育委員会による運営に切り替わった。2004年に新潟県中越地震により被害を受け、2008年まで営業ができなかった。2005年に山古志村は長岡市に編入合併され、2024年現在、山古志観光開発公社が指定管理者として管理を行っている。

## コース[6]
リフト沿いに縦長のゲレンデが広がる。麓から見て正面のコースは上級者向けである（600m.最大斜度26度) ため、迂回コース（1,000m.初中級者向け）が設置されている。

## リフト
ペアリフト1本がある。全長550m。

## アクセス
- 鉄道
  - JR長岡駅より車で40分[2]
  - JR小千谷駅より車で20分[2]
- 車
  - 関越自動車道小千谷ICより車で25分[2]
  - 関越自動車道堀之内ICより車で20分[2]